# Корпийоки
Тухкападун, в верхнем течении Корпийоки, — река в России, протекает по территории Лоухского района Карелии. Длина реки составляет 23 км, площадь водосборного бассейна — 219 км². Река является правобережным притоком на бывшем 14 км по правому берегу реки Пончи, впадая в неё в 14 км от устья.

## География и гидрология
От истока (озера Тухкальского) к устью река протекает через озёра: Корпиярви, Калладиярви, Коллать и Тухка. Также к бассейну Корпийоки относятся озёра:
- Катошлампи (соединяется с Тухкальским протокой)
- Шайвозеро (соединяется с Тухкальским протокой)
- Макарелы (соединяется с Катошлампи протокой)
- Логиярви (водораздельное: соединяется протоками с Катошлампи, а также с озером Манинкиярви — истоком реки Манинки)
- Ихиярви (водораздельное: соединяется протоками с рекой Корпийоки, а также с озером Манинкиярви — истоком реки Манинки)

Ниже озера Корпиярви река изобилует порогами, скорость течения на том участке 0,5 м/с. Один из порогов «Тухка», расположенный к западу от посёлка Пяозерский, по руслу расположенный между озером Тухка и рекой Пончей иногда называют водопадом. В районе этого порога через реку переброшены два моста, на этом участке ширина реки 14 метров, глубина 0,7 м, скорость течения 0,3 м/с. Через реку переброшены несколько деревянных мостов и один железобетонный мост на протоке между озёрами Шайозеро и Тухкальским.
Рядом с Тухкальском озером расположено село Тухкала, второй населённый пункт посёлок городского типа Пяозерский.

## Данные водного реестра
По данным государственного водного реестра России относится к Баренцево-Беломорскому бассейновому округу, водохозяйственный участок реки — Ковда от истока до Кумского гидроузла, включая озёра Пяозеро, Топозеро. Речной бассейн реки — бассейны рек Кольского полуострова и Карелии, впадает в Белое море.
Код объекта в государственном водном реестре — 02020000412102000000444.